# Scalenghe
Scalenghe is een gemeente in de Italiaanse provincie Turijn (regio Piëmont) en telt 3156 inwoners (31-12-2004). De oppervlakte bedraagt 31,7 km², de bevolkingsdichtheid is 100 inwoners per km².

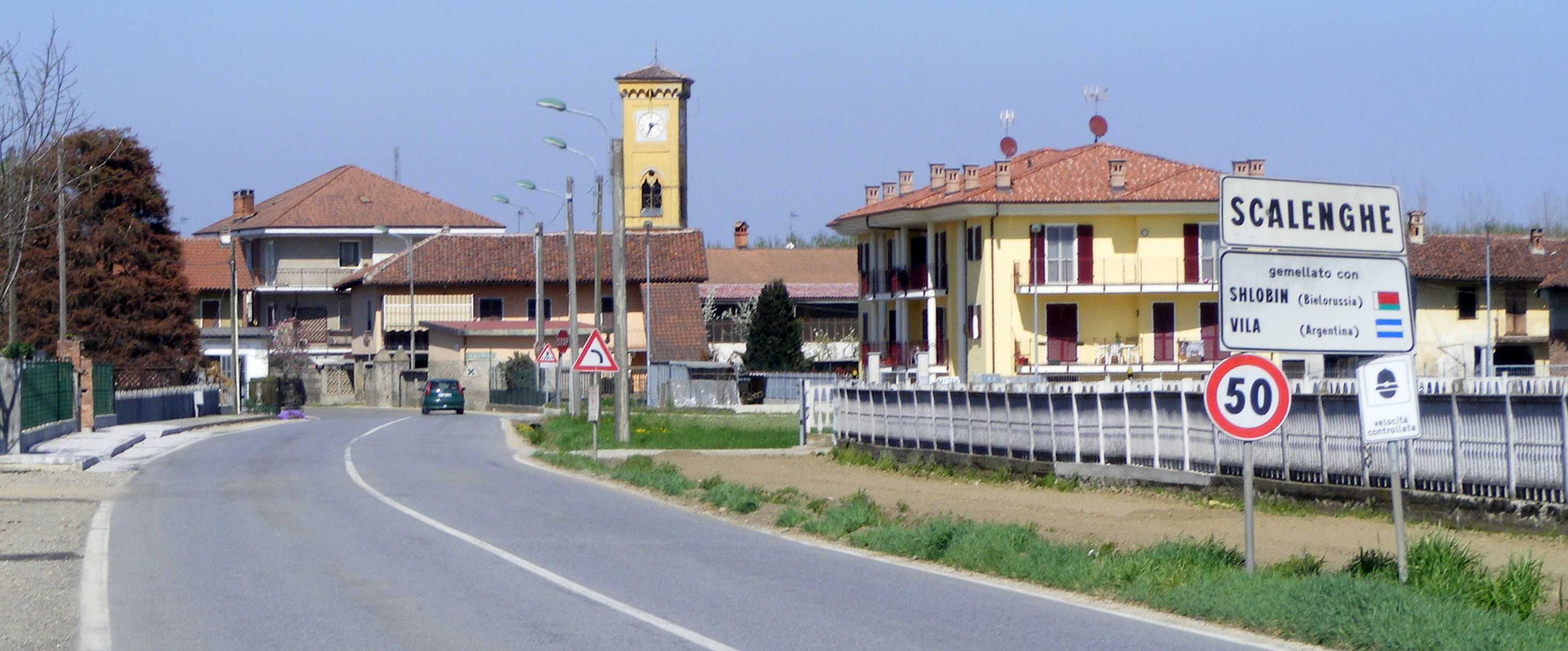
Scalenghe
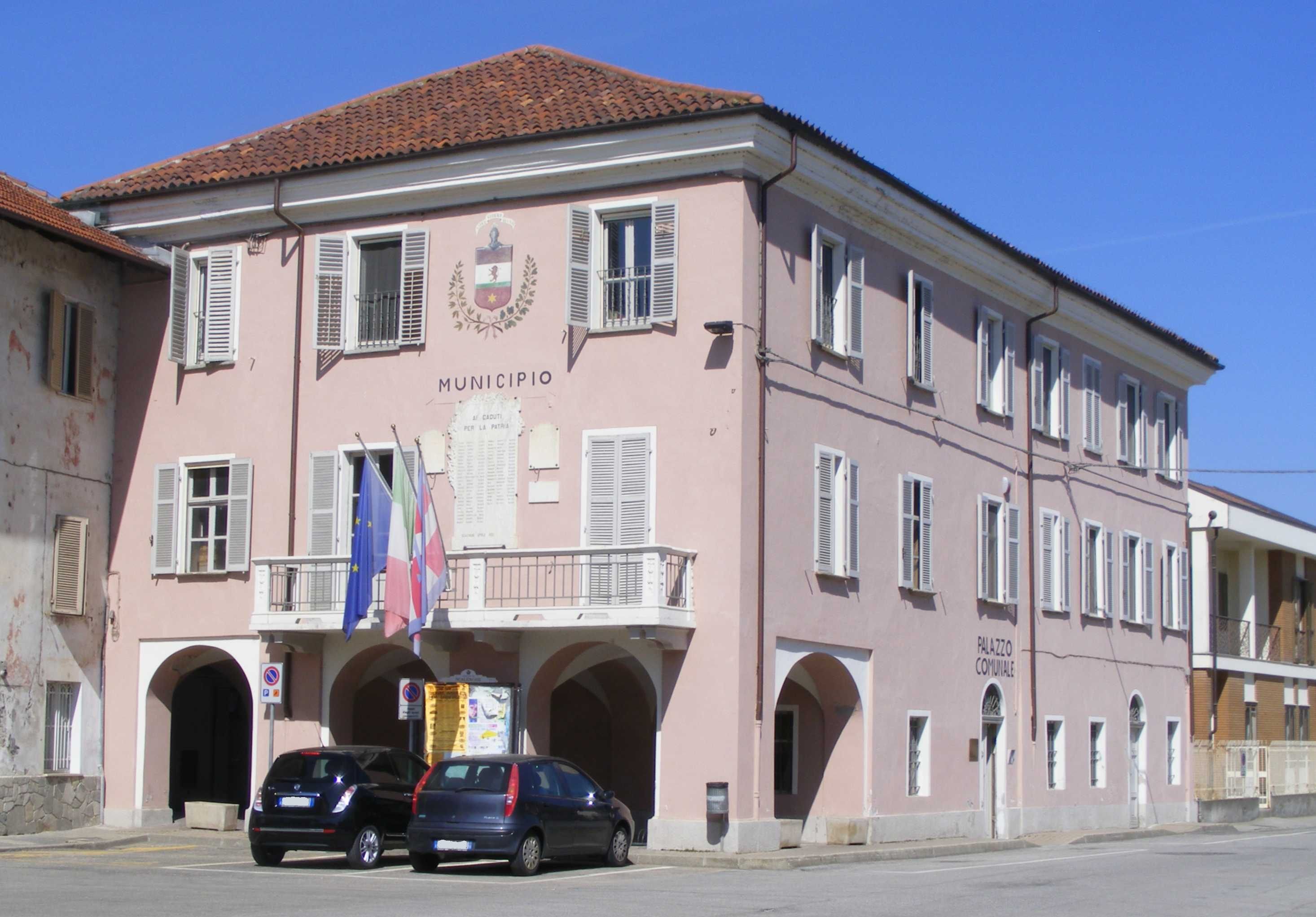
Gemeentehuis

## Demografie
Scalenghe telt ongeveer 1261 huishoudens. Het aantal inwoners steeg in de periode 1991-2001 met 12,1% volgens cijfers uit de tienjaarlijkse volkstellingen van ISTAT.
| Jaar | Inwoneraantal |
| ---- | ------------- |
| 1991 | 2740          |
| 2001 | 3072          |

## Geografie
Scalenghe grenst aan de volgende gemeenten: None, Pinerolo, Airasca, Piscina, Castagnole Piemonte, Buriasco, Cercenasco.
1. ↑  https://demo.istat.it/?l=it.